# Односи Црне Горе и Италије
Односи Црне Горе и Италије су инострани односи Црне Горе и Републике Италије.

## Историја односа

### Односи Млетачке републике и Црне Горе
Под влашћу Млетачке републике, Котор се налазио од 1420. до 1797. године.

## Савремени односи
Италијанска компанија Терна поставља подморски енергетски кабл преко Јадрана између Пескаре и рта у близини плаже Јаз.

### Дипломатски представници

#### У Риму
Амбасада Црне Горе у Републици Италији покрива Малту и Сан Марино. 
- Антун Сбутега, амбасадор[1]

#### У Подгорици
- Винцензо Дел Монацо, амбасадор, 2013. - .[2]
- Серђо Барбанти, амбасадор[3]

#### Код црногорске владе у егзилу
- Маркиз Паоло де Монтанјари, 1918—1921.
- Романо Авецана, 1916—1918.[4]

#### На Цетињу
- Романо Авецана, 1915—1916.
- Негриф Камбиозо, 1913—1915.
- Барон Николо Сквити, посланик, 1908—1913.
- Андреа Карлоте ди Рипарбела, 1906—1908.
- Луиђи Ђироламо Кузани, 1904—1906.
- Рикардо Болати, - 1903.
- Бјански од Лавање и Кастелбјанке, - 1901.
- Санминијатели
- Бјански од Лавање и Кастелбјанке, министар резидент, - 1894.
- Ликурго Мацо, министар резидент, - 1889.
- Цезар Дурандо, отправник послова, 1879—1883.[4]

## Занимљивости
Дана 5. маја 1904. године између црногорске владе и Гуљерма Марконија, италијанског научника који је пет година касније добио Нобелову награду за физику, склопљен је у Лондону уговор за инсталирање радио-станице на брду Волујица. У име Црне Горе уговор је потписао главни управитељ поште и телеграфа Јово Поповић, а са италијанске стране министер пошта Скала и сам Маркони. Станица је била монтирана за непуна три месеца. Њеном свечаном пуштању у рад 3. августа 1904. Прва радио-станица на Бакану радила је, уз краће прекиде, све до почетка Првог светског рата. Аустријске торпиљерке ушле су 2. марта 1915.
Црногорски краљ Никола је 1921. сахрањен у Санрему, да би 1989. био пренет из Италије и поново сахрањен на Цетињу.